# لکه موجی
لکه موجی (نام علمی: Alternaria solani) نام یک گونه از سرده کپک سیاه است.